# Səs Azərbaycan
La Voz de Azerbaiyán (en azerí: Səs Azərbaycan) es un concurso de canto azerí creado por John de Mol. La primera temporada fue transmitida por AzTV. El programa se estrenó a finales del 2015 y continuó hasta el 2016. El programa está basado en el formato holandés The Voice. El show tenía programada una segunda temporada para el 8 de octubre del 2021, sin embargo fue cancelada por la pandemia actual.

## Formato
La Voz consiste en elegir de entre un grupo de concursantes de distintas edades, a aquellos que destaquen por sus cualidades vocales, sin que su imagen influya en la decisión del jurado, integrado por conocidos artistas que posteriormente dirigen su formación artística. El objetivo de este formato es encontrar la mejor voz votada del país, es decir, de Medio Oriente. Sin embargo, y de igual manera, pueden participar personas de distintas partes del mundo.
Hay 6 etapas durante el concurso:
- Pre-Audiciones

La primera etapa del talent show no es retransmitido. Los productores realizan una audición a todos los artistas que se inscribieron a través de la página web. Los seleccionados pasan a la etapa de audiciones a ciegas donde deben cantar para los entrenadores.
- Audiciones a ciegas

La segunda fase son las "Audiciones Ciegas ". Aquí los entrenadores forman sus equipos, los cuales entrenarán y guiarán a lo largo de la competencia. Las sillas de los jueces se encuentran de espaldas y de frente al público durante la actuación de cada aspirante; aquellos interesados en algún artista, presionan el botón que se ubica en la silla, con el cual giran, poniéndose de frente al artista, al mismo tiempo que, se ilumina la parte inferior de la misma, en donde se lee la leyenda "Quiero tu voz". Luego de concluida la presentación, el artista ingresa directamente al equipo del entrenador que se interesó, o en caso de que más de un entrenador se haya interesado, él decide a qué equipo ingresará mediante los argumentos o criterios que cada uno de ellos le ofrezca para guiarlo en base su beneficio musical de la temporada.
- Las Batallas

En las Batallas, cada entrenador agrupa en parejas a los miembros de su equipo, para que se enfrenten en un ring y canten la misma canción mostrando así, sus mejores dotes vocales y artísticos. Al final de cada presentación, solo uno de ellos avanza a la siguiente ronda. En cada temporada, cada entrenador recibe la ayuda de mentores invitados, que le ayudan a asesorar a sus participantes para lucirse y realizar una buena actuación, aportando su punto de vista para tomar la mejor decisión en el equipo.
- Knockouts

Durante esta ronda, una pareja de artistas del mismo equipo son seleccionados para realizar actuaciones en el mismo momento. Cada artista tiene la posibilidad de elegir su propia canción, y reciben además, la ayuda y consejos de sus entrenadores y de un invitado especial. Al final de ambas presentaciones, cada entrenador selecciona a uno de ellos para que avance a la siguiente ronda. Sin embargo, en esta etapa cada entrenador recibe la oportunidad del "Robo", 2 en total, los cuales les permiten salvar e incorporar a sus equipos a concursantes eliminados por otros entrenadores durante esta ronda.
- Los Playoffs

En los Playoffs, los participantes se presentan individualmente en rondas por equipos para demostrar una vez más su talento; y donde cada entrenador deberá salvar a dos participantes (de los ocho en total), mientras que los demás irán al voto telefónico, SMS y/o por plataforma digital, para que el público de esta manera salve a dos más. En esta dinámica, el entrenador queda con cuatro participantes.
- Shows en vivo

En esta fase, cada participante se presenta de manera individual y 100% en vivo ante el público, realizando una actuación musical consecutiva con la finalidad de obtener la mayor cantidad de votos por parte de este. Asimismo, en la semifinal y gran final, no solo se presentarán canciones en solitario, sino que cada finalista realizará un dueto con su entrenador. La palabra y decisión final la tendrá el público, que consagrará a uno de los cuatro finalistas como La Voz de Azerbaiyán.

## Presentadores y jurados

### Presentadores
| Tural Asadov |

### Coaches
| Temporada | Temporada        | Temporada   | Temporada       | Temporada       |
| --------- | ---------------- | ----------- | --------------- | --------------- |
| 1         | Manana Japaridze | Faig Agayev | Mubariz Tagiyev | Tunzala Agayeva |

Galería de coaches
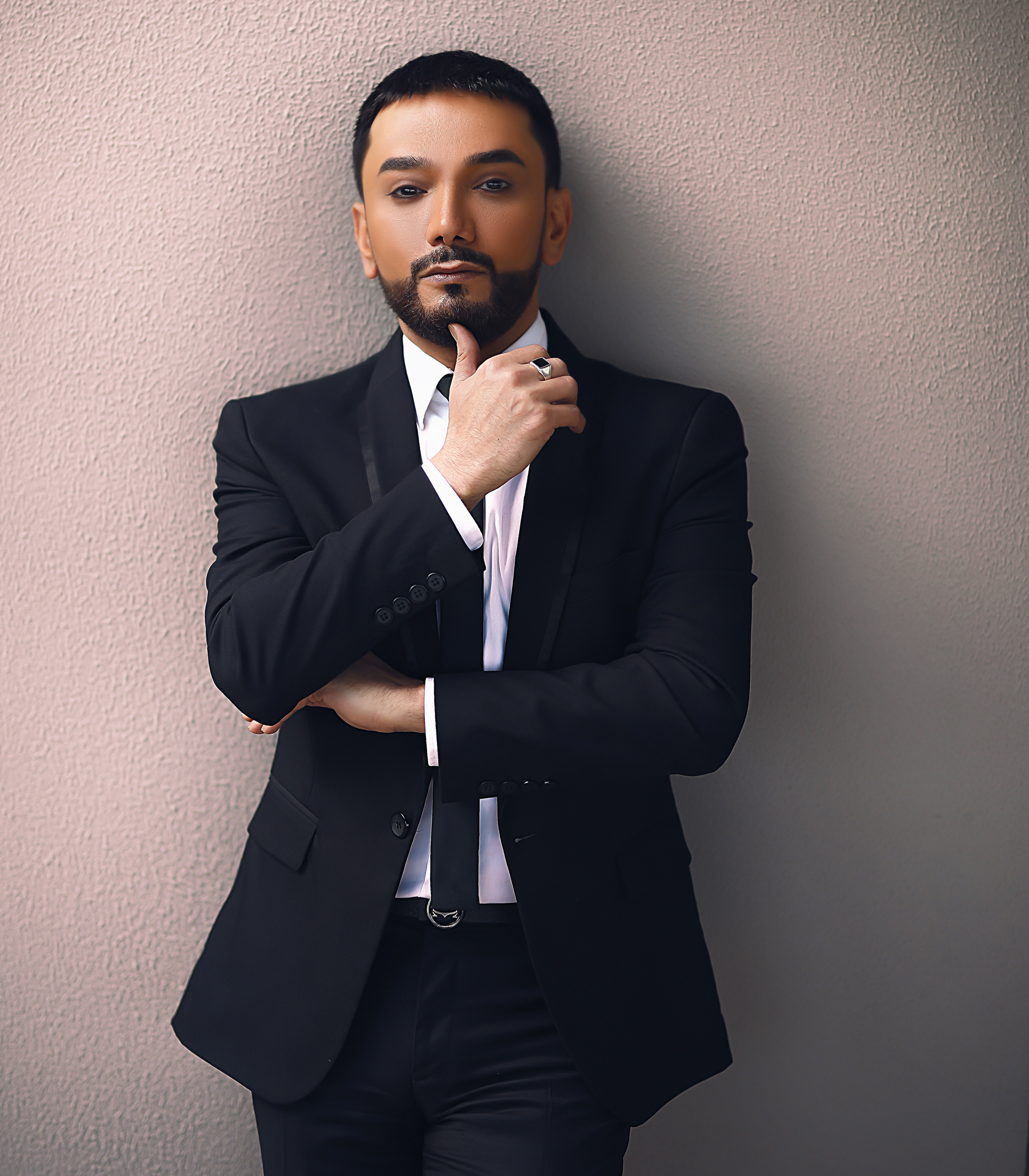
Faig Agayev
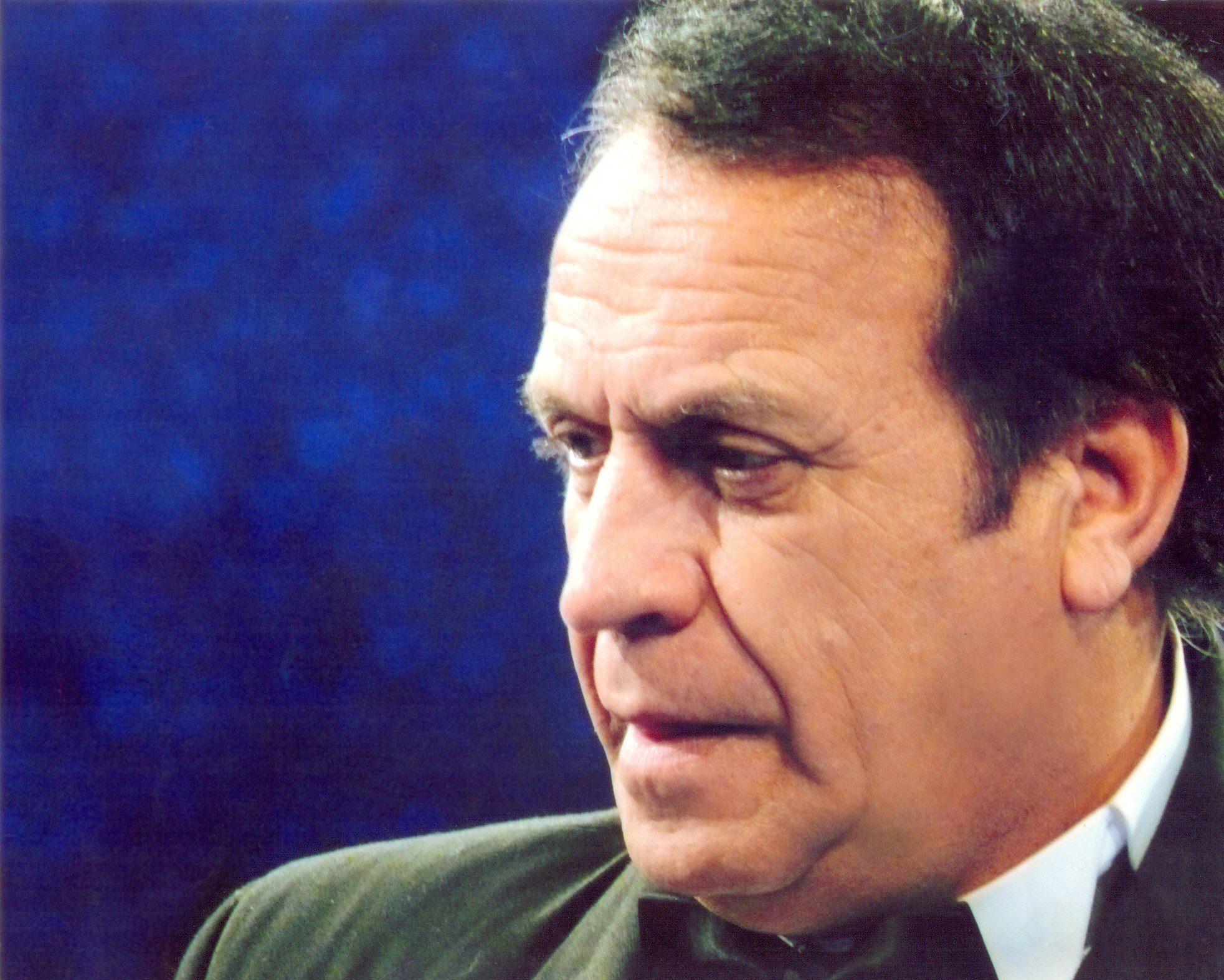
Mubariz Tagiyev

## Resumen
- Equipo Manana
- Equipo Faig
- Equipo Mubariz
- Equipo Tunzala

| Temporada | Estreno     | Final      | Ganador          | Segundo Lugar     | Tercer Lugar  | Otros finalistas  | Entrenador Ganador | Presentador  | Entrenadores | Entrenadores | Entrenadores | Entrenadores |
| Temporada | Estreno     | Final      | Ganador          | Segundo Lugar     | Tercer Lugar  | Otros finalistas  | Entrenador Ganador | Presentador  | 1            | 2            | 3            | 4            |
| --------- | ----------- | ---------- | ---------------- | ----------------- | ------------- | ----------------- | ------------------ | ------------ | ------------ | ------------ | ------------ | ------------ |
| 1         | 13 Nov 2015 | 4 Mar 2016 | Emiliya Yaqubova | Samira Efendiyeva | Samra Rahimli | Hüseyn Abdullayev | Mübariz Tağiyev    | Tural Asadov | Faiq         | Manana       | Mübariz      | Tünzale      |

## Temporadas

### Temporada 1 (2015)
La primera temporada se estrenó el 13 de noviembre del 2015 y finalizó el 4 de marzo del 2016, siendo la ganadora Emiliya Yaqubova del equipo Mübariz. 
| Clasificación | Artistas          | Canción       | Resultado     |
| ------------- | ----------------- | ------------- | ------------- |
| 1             | Emiliya Yaqubova  | Часы          | Ganador       |
| 2             | Samira Efendiyeva | Sən Gələndə   | Segundo lugar |
| 3             | Samra Rahimli     | Sev           | Tercer lugar  |
| 4             | Hüseyn Abdullayev | Love me Again | Cuarto lugar  |

## Entrenadores
– Juez Ganador/Concursante. El ganador está en negrita.
     – Juez en Segundo Lugar/Concursante. Finalista aparece primero en la lista.
     – Juez en Tercer Lugar/Concursante. Finalista aparece primero en la lista.
     – Juez en Cuarto Lugar. Finalista aparece primero en la lista.
| Temporada | Entrenadores | Entrenadores | Entrenadores                                                                                               | Entrenadores |
| 1         | Faiq | Manana | Mübariz | Tünzale |
| --------- | --- | --- | --- | --- |
|           | Tofig Hajiyev Vlada Akhundova Emin Mammadli Rolan Seyidov Laman Abbaszade Huseyn Abdullayev Avión Nazarli Shahriyar Ramazanzade Ramail Bayramli | Ulviya Salayeva Paulina Dmitrenko Elvin Novruzov Nigar Huseynli Dijo Ismayilzade Kamran Shabanov Samra Rahimli Kamran Latifov | Emilia Yaqubova Ozan Ahmadov Sabina Aliyeva Ayla Shiriyeva Husniyya Adigozalova Musa Abdullayev Sanan Nagy | Shamil Mammadov Narmin Karimbayova Samira Efendiyeva Imran Dadashov Laman Dadashova Rufat Asadov Anastasia Budakva Maharram Hasanzadeh Riad Abdulov Valida Salayeva |

## Programas

### II Etapa
|             | II Etapa         | II Etapa             | II Etapa                   | II Etapa             | II Etapa | II Etapa         | II Etapa |
| Fecha       | Equipo           | Batalla              | Canción                    | Ganador              |          | Robo             | Robo     |
| ----------- | ---------------- | -------------------- | -------------------------- | -------------------- | -------- | ---------------- | -------- |
| 1 de enero  | Faiq Ağayev      | Çinarə Nəzərli       | Deyin Ona                  | Çinarə Nəzərli       | Cantante | No               |          |
| 1 de enero  | Faiq Ağayev      | Hüseyn Abdullayev    | Deyin Ona                  | Çinarə Nəzərli       | Equipo   | No               |          |
| 1 de enero  | Tünzalə Ağayeva  | Anastasiya Budakva   | I'm in Love With a Monster | Samirə Əfəndiyeva    | Cantante | No               |          |
| 1 de enero  | Tünzalə Ağayeva  | Samirə Əfəndiyeva    | I'm in Love With a Monster | Samirə Əfəndiyeva    | Equipo   | No               |          |
| 1 de enero  | Faiq Ağayev      | Hüseyn Abdullayev    | Sevdiyini Söylə            | Hüseyn Abdullayev    | Cantante | No               |          |
| 1 de enero  | Faiq Ağayev      | Orxan Ağayev         | Sevdiyini Söylə            | Hüseyn Abdullayev    | Equipo   | No               |          |
| 1 de enero  | Manana Caparidze | Elvin Novruzov       | Nothing Compares           | Elvin Novruzov       | Cantante | Nigar Hüseynli   |          |
| 1 de enero  | Manana Caparidze | Nigar Hüseynli       | Nothing Compares           | Elvin Novruzov       | Equipo   | Mübariz Tağıyev  |          |
| 1 de enero  | Mübariz Tağıyev  | Sona Ələsgərova      | I Love Rock'n Roll         | Yeganə Orucova       | Cantante | No               |          |
| 1 de enero  | Mübariz Tağıyev  | Yeganə Orucova       | I Love Rock'n Roll         | Yeganə Orucova       | Equipo   | No               |          |
| 1 de enero  | Mübariz Tağıyev  | Musa Abdullayev      | When i Dream At Night      | Musa Abdullayev      | Cantante | No               |          |
| 1 de enero  | Mübariz Tağıyev  | Səbinə Əliyeva       | When i Dream At Night      | Musa Abdullayev      | Equipo   | No               |          |
| 1 de enero  | Manana Caparidze | Nərmin Behbudova     | Girl On Fire               | Nərmin Behbudova     | Cantante | No               |          |
| 1 de enero  | Manana Caparidze | Yarina Tkaçova       | Girl On Fire               | Nərmin Behbudova     | Equipo   | No               |          |
| 8 de enero  | Faiq Ağayev      | Emin Məmmədli        | İnsafsızlar                | Tofiq Hacıyev        | Cantante | No               |          |
| 8 de enero  | Faiq Ağayev      | Tofiq Hacıyev        | İnsafsızlar                | Tofiq Hacıyev        | Equipo   | No               |          |
| 8 de enero  | Tünzalə Ağayeva  | İmran Dadaşov        | Can't Feel My Face         | İmran Dadaşov        | Cantante | No               |          |
| 8 de enero  | Tünzalə Ağayeva  | Validə Salayeva      | Can't Feel My Face         | İmran Dadaşov        | Equipo   | No               |          |
| 8 de enero  | Faiq Ağayev      | Ləman Abbaszadə      | Lean On                    | Vlada Axundova       | Cantante | Ləman Abbaszadə  |          |
| 8 de enero  | Faiq Ağayev      | Vlada Axundova       | Lean On                    | Vlada Axundova       | Equipo   | Manana Caparidze |          |
| 8 de enero  | Tünzalə Ağayeva  | Məhərrəm Həsənzadə   | No volvere                 | Məhərrəm Həsənzadə   | Cantante | No               |          |
| 8 de enero  | Tünzalə Ağayeva  | Rüfət Əsəsdov        | No volvere                 | Məhərrəm Həsənzadə   | Equipo   | No               |          |
| 8 de enero  | Mübariz Tağıyev  | Sənan Nağı           | Sensiz                     | Ülkər Əliyeva        | Cantante | No               |          |
| 8 de enero  | Mübariz Tağıyev  | Ülkər Əliyeva        | Sensiz                     | Ülkər Əliyeva        | Equipo   | No               |          |
| 8 de enero  | Manana Caparidze | Azər İsmayılov       | İki doğma insan            | İslam Dadaşov        | Cantante | No               |          |
| 8 de enero  | Manana Caparidze | İslam Dadaşov        | İki doğma insan            | İslam Dadaşov        | Equipo   | No               |          |
| 8 de enero  | Manana Caparidze | Paulina Dmitrenko    | Stronger                   | Paulina Dmitrenko    | Cantante | No               |          |
| 8 de enero  | Manana Caparidze | Ülviyyə Salayeva     | Stronger                   | Paulina Dmitrenko    | Equipo   | No               |          |
| 15 de enero | Tünzalə Ağayeva  | Sənan Məmmədli       | Unutma                     | Sənan Məmmədli       | Cantante | No               |          |
| 15 de enero | Tünzalə Ağayeva  | Tapdıq Mirzəyev      | Unutma                     | Sənan Məmmədli       | Equipo   | No               |          |
| 15 de enero | Mübariz Tağıyev  | Emiliya Yaqubova     | Heaven                     | Emiliya Yaqubova     | Cantante | No               |          |
| 15 de enero | Mübariz Tağıyev  | Hüsniyyə Adıgözəlova | Heaven                     | Emiliya Yaqubova     | Equipo   | No               |          |
| 15 de enero | Manana Caparidze | Kamran Arif          | Yoxam Mən                  | Kamran Şabanov       | Cantante | No               |          |
| 15 de enero | Manana Caparidze | Kamran Şabanov       | Yoxam Mən                  | Kamran Şabanov       | Equipo   | No               |          |
| 15 de enero | Tünzalə Ağayeva  | Ləman Dadaşova       | Feeling Good               | Ləman Dadaşova       | Cantante | No               |          |
| 15 de enero | Tünzalə Ağayeva  | Nailə İsmatulina     | Feeling Good               | Ləman Dadaşova       | Equipo   | No               |          |
| 15 de enero | Mübariz Tağıyev  | Ayla Şiriyeva        | Shy Guy                    | Ayla Şiriyeva        | Cantante | No               |          |
| 15 de enero | Mübariz Tağıyev  | Banu Şücai           | Shy Guy                    | Ayla Şiriyeva        | Equipo   | No               |          |
| 15 de enero | Faiq Ağayev      | Ağamehdi Mirzəyev    | Uptown Funk                | Ağamehdi Mirzəyev    | Cantante | Ramail Bayramlı  |          |
| 15 de enero | Faiq Ağayev      | Ramail Bayramlı      | Uptown Funk                | Ağamehdi Mirzəyev    | Equipo   | Tünzalə Ağayeva  |          |
| 15 de enero | Manana Caparidze | Səid İsmayılzadə     | Sən Necəsə Gözəlsən        | Səmra Rəhimli        | Cantante | No               |          |
| 15 de enero | Manana Caparidze | Səmra Rəhimli        | Sən Necəsə Gözəlsən        | Səmra Rəhimli        | Equipo   | No               |          |
| 22 de enero | Tünzalə Ağayeva  | Nərmin Kərimbəyova   | Qara Gözlər                | Nərmin Kərimbəyova   | Cantante | Şamil Məmmədov   |          |
| 22 de enero | Tünzalə Ağayeva  | Şamil Məmmədova      | Qara Gözlər                | Nərmin Kərimbəyova   | Equipo   | Faiq Ağayev      |          |
| 22 de enero | Manana Caparidze | Kamran Lətifov       | Feel                       | Kamran Lətifov       | Cantante | No               |          |
| 22 de enero | Manana Caparidze | Rövşən Bayramov      | Feel                       | Kamran Lətifov       | Equipo   | No               |          |
| 22 de enero | Faiq Ağayev      | Rolan Seyidov        | Fragile                    | Şəhriyar Ramazanzadə | Cantante | No               |          |
| 22 de enero | Faiq Ağayev      | Şəhriyar Ramazanzadə | Fragile                    | Şəhriyar Ramazanzadə | Equipo   | No               |          |
| 22 de enero | Mübariz Tağıyev  | Albina Pyakşeva      | Mən Gəlirəm                | Vasif Şəfizadə       | Cantante | No               |          |
| 22 de enero | Mübariz Tağıyev  | Vasif Şəfizadə       | Mən Gəlirəm                | Vasif Şəfizadə       | Equipo   | No               |          |
| 22 de enero | Tünzalə Ağayeva  | Bəxtiyar Qasımov     | İnce Bellim                | Riad Abdulov         | Cantante | No               |          |
| 22 de enero | Tünzalə Ağayeva  | Riad Abdulov         | İnce Bellim                | Riad Abdulov         | Equipo   | No               |          |
| 22 de enero | Faiq Ağayev      | Aliyə Novruzova      | Rolling In the Deep        | Aliyə Novruzova      | Cantante | No               |          |
| 22 de enero | Faiq Ağayev      | Darya Tropkina       | Rolling In the Deep        | Aliyə Novruzova      | Equipo   | No               |          |
| 22 de enero | Mübariz Tağıyev  | Natella Mixailova    | Su-Alov                    | Ozan Əhmədova        | Cantante | No               |          |
| 22 de enero | Mübariz Tağıyev  | Ozan Əhmədov         | Su-Alov                    | Ozan Əhmədova        | Equipo   | No               |          |

### Batallas
|           | Batallas | Batallas         | Batallas             | Batallas                     |
| Fecha     | Orden    | Equipo           | Cantante             | Canción                      |
| --------- | -------- | ---------------- | -------------------- | ---------------------------- |
| 29 yanvar | 01       | Faiq Ağayev      | Şəhriyar Ramazanzadə | Whitten in the stars         |
| 29 yanvar | 02       | Faiq Ağayev      | Çinarə Nəzərli       | Sən gedən gündən             |
| 29 yanvar | 03       | Faiq Ağayev      | Ağamehdi Mirzəyev    | Sıcak                        |
| 29 yanvar | 04       | Faiq Ağayev      | Hüseyn Abdullayev    | This is a man's world        |
| 29 yanvar | 05       | Tünzalə Ağayeva  | İmran Dadaşov        | Yağış                        |
| 29 yanvar | 06       | Tünzalə Ağayeva  | Samirə Əfəndiyeva    | Sən gələndə                  |
| 29 yanvar | 07       | Tünzalə Ağayeva  | Məhərrəm Həsənzadə   | Ürəyim yanar                 |
| 29 yanvar | 08       | Tünzalə Ağayeva  | Nərmin Kərimbəyova   | Ain't nobody                 |
| 29 yanvar | 09       | Mübariz Tağıyev  | Emiliya Yaqubova     | Bilmirəm                     |
| 29 yanvar | 10       | Mübariz Tağıyev  | Ozan Əhmədov         | Bella                        |
| 29 yanvar | 11       | Mübariz Tağıyev  | Vasif Şəfizadə       | Al filo de la irrealidad     |
| 29 yanvar | 12       | Mübariz Tağıyev  | Ayla Şiriyeva        | Gəl, sevgilim                |
| 29 yanvar | 13       | Manana Caparidze | Paulina Dmitrenko    | Memory                       |
| 29 yanvar | 14       | Manana Caparidze | Kamran Lətifov       | I don't want to miss a thing |
| 29 yanvar | 15       | Manana Caparidze | Nərmin Behbudova     | Röya kimi                    |
| 29 yanvar | 16       | Manana Caparidze | Elvin Novruzov       | Day After Day                |
| 5 fevral  | 17       | Manana Caparidze | İslam Dadaşov        | Çarəsizəm                    |
| 5 fevral  | 18       | Manana Caparidze | Kamran Şabanov       | Gec deyil                    |
| 5 fevral  | 19       | Manana Caparidze | Səmra Rəhimli        | Show must go on              |
| 5 fevral  | 20       | Manana Caparidze | Ləman Abbaszadə      | Qurban Adına                 |
| 5 fevral  | 21       | Faiq Ağayev      | Tofiq Hacıyev        | Belə Olarmı                  |
| 5 fevral  | 22       | Faiq Ağayev      | Şamil Məmmədov       | Hoşçakal                     |
| 5 fevral  | 23       | Faiq Ağayev      | Aliyə Novruzova      | Here I Am                    |
| 5 fevral  | 24       | Faiq Ağayev      | Vlada Axundova       | Qovuşmaz                     |
| 5 fevral  | 25       | Tünzalə Ağayeva  | Riad Abdulov         | A Little Less Conversation   |
| 5 fevral  | 26       | Tünzalə Ağayeva  | Ləman Dadaşova       | Pərvanə                      |
| 5 fevral  | 27       | Tünzalə Ağayeva  | Ramail Bayramlı      | Dangerous                    |
| 5 fevral  | 28       | Tünzalə Ağayeva  | Sənan Məmmədli       | Dudu                         |
| 5 fevral  | 29       | Mübariz Tağıyev  | Yeganə Orucova       | Soulless                     |
| 5 fevral  | 30       | Mübariz Tağıyev  | Musa Abdullayev      | Dur, Gəl                     |
| 5 fevral  | 31       | Mübariz Tağıyev  | Nigar Hüseynli       | Qayıdıram                    |
| 5 fevral  | 32       | Mübariz Tağıyev  | Ülkər Əliyeva        | Aşk                          |

### Etapa Final
|               | Etapa Semifinal | Etapa Semifinal  | Etapa Semifinal      | Etapa Semifinal            |
| Fecha         | Fecha           | Equipo           | Cantante             | Canción                    |
| ------------- | --------------- | ---------------- | -------------------- | -------------------------- |
| 12 de febrero | 12 de febrero   | Mübariz Tağıyev  | Emiliya Yaqubova     | Часы                       |
| 12 de febrero | 12 de febrero   | Mübariz Tağıyev  | Ayla Şiriyeva        | Bir Pazar Kahvaltısı       |
| 12 de febrero | 12 de febrero   | Mübariz Tağıyev  | Musa Abdullayev      | Tum Hi Ho                  |
| 12 de febrero | 12 de febrero   | Mübariz Tağıyev  | Ülkər Əliyeva        | Vətən Sağ Olsun            |
| 12 de febrero | 12 de febrero   | Manana Caparidze | Kamran Lətifov       | Ey Həyat, Sən Nə Qəribəsən |
| 12 de febrero | 12 de febrero   | Manana Caparidze | Elvin Novruzov       | Freedom                    |
| 12 de febrero | 12 de febrero   | Manana Caparidze | Kamran Şabanov       | She's the One              |
| 12 de febrero | 12 de febrero   | Manana Caparidze | Səmra Rəhimli        | Perfect                    |
| 12 de febrero | 12 de febrero   | Faiq Ağayev      | Şəhriyar Ramazanzadə | Həsrət Nəğməsi             |
| 12 de febrero | 12 de febrero   | Faiq Ağayev      | Hüseyn Abdullayev    | Mən Səni İtirsəm           |
| 12 de febrero | 12 de febrero   | Faiq Ağayev      | Tofiq Hacıyev        | Let's Twist Again          |
| 12 de febrero | 12 de febrero   | Faiq Ağayev      | Aliyə Novruzova      | Gecikməyin Sevməyə         |
| 12 de febrero | 12 de febrero   | Tünzalə Ağayeva  | Samirə Əfəndiyeva    | Changing                   |
| 12 de febrero | 12 de febrero   | Tünzalə Ağayeva  | Nərmin Kərimbəyova   | Çiçək Yağışı               |
| 12 de febrero | 12 de febrero   | Tünzalə Ağayeva  | Ləman Dadaşova       | My Cherie Amour            |
| 12 de febrero | 12 de febrero   | Tünzalə Ağayeva  | Ramail Bayramlı      | Ay Gecikən Məhəbbətim      |

|               | Etapa Final   | Etapa Final      | Etapa Final          | Etapa Final        |
| Fecha         | Fecha         | Equipo           | Cantante             | Canción            |
| ------------- | ------------- | ---------------- | -------------------- | ------------------ |
| 19 de febrero | 19 de febrero | Tünzalə Ağayeva  | Nərmin Kərimbəyova   | Gülümse Kaderine   |
| 19 de febrero | 19 de febrero | Tünzalə Ağayeva  | Samirə Əfəndiyeva    | Sən Yadıma Düşəndə |
| 19 de febrero | 19 de febrero | Tünzalə Ağayeva  | Ləman Dadaşova       | Blue Suede Shoes   |
| 19 de febrero | 19 de febrero | Mübariz Tağıyev  | Ayla Şiriyeva        | Fighter            |
| 19 de febrero | 19 de febrero | Mübariz Tağıyev  | Musa Abdullayev      | Tanrım             |
| 19 de febrero | 19 de febrero | Mübariz Tağıyev  | Emiliya Yaqubova     | Euphoria           |
| 19 de febrero | 19 de febrero | Manana Caparidze | Kamran Lətifov       | It's My Life       |
| 19 de febrero | 19 de febrero | Manana Caparidze | Səmra Rəhimli        | Sev                |
| 19 de febrero | 19 de febrero | Manana Caparidze | Elvin Novruzov       | Hello              |
| 19 de febrero | 19 de febrero | Faiq Ağayev      | Tofiq Hacıyev        | Sənə Də Qalmaz     |
| 19 de febrero | 19 de febrero | Faiq Ağayev      | Hüseyn Abdullayev    | Earth Song         |
| 19 de febrero | 19 de febrero | Faiq Ağayev      | Şəhriyar Ramazanzadə | Tous Les Memes     |

| 28 de febrero del 2016 | Cantante             | Cancion              | Porcentaje del jurado | Publico televisivo | Interes Total |
| 28 de febrero del 2016 | Şəhriyar Ramazanzadə |                      | 30%                   | 19%                | 24.5%         |
| 28 de febrero del 2016 | Hüseyn Abdullayev    | My Fathers Son       | 70%                   | 81%                | 75.5%         |
| 28 de febrero del 2016 | Samirə Əfəndiyeva    | Xoş Gəldin           | 50%                   | 72%                | 61.0%         |
| 28 de febrero del 2016 | Ləman Dadaşova       | Deli                 | 50%                   | 28%                | 39.0%         |
| 28 de febrero del 2016 | Emiliya Yaqubova     | I Wish You Love      | 50%                   | 61%                | 55.5%         |
| 28 de febrero del 2016 | Musa Abdullayev      | Nə Olar              | 50%                   | 39%                | 44.5%         |
| 28 de febrero del 2016 | Elvin Novruzov       | Centuries            | 40%                   | 11%                | 25.5%         |
| 28 de febrero del 2016 | Səmra Rəhimli        | When Life Takes Over | 60%                   | 89%                | 74.5%         |

### Final
| Fecha               | Equipo            | Cantante            | Canción |
| ------------------- | ----------------- | ------------------- | ------- |
| 5 de marzo del 2016 |                   |                     |         |
| Faiq Ağayev         | Hüseyn Abdullayev | Love me Again       |         |
| Faiq Ağayev         | Hüseyn Abdullayev | The Final Countdown |         |
| Faiq Ağayev         | Hüseyn Abdullayev | Bilməzdim           |         |
| Tünzalə Ağayeva     | Samirə Əfəndiyeva | Sən Gələndə         |         |
| Tünzalə Ağayeva     | Samirə Əfəndiyeva | Chandelier          |         |
| Tünzalə Ağayeva     | Samirə Əfəndiyeva | Unuda Bilməzsən     |         |
| Mübariz Tağıyev     | Emiliya Yaqubova  | Часы                |         |
| Mübariz Tağıyev     | Emiliya Yaqubova  | Applause            |         |
| Mübariz Tağıyev     | Emiliya Yaqubova  | Gəl Bizim Dağlara   |         |
| Manana Caparidze    | Səmra Rəhimli     | Sev                 |         |
| Manana Caparidze    | Səmra Rəhimli     | Sweet Dreams        |         |
| Manana Caparidze    | Səmra Rəhimli     | Say Something       |         |

## La Voz en las redes sociales
- Sitio Web Oficial
- Facebook
- Twitter
- Instagram
- Canal Oficial de Youtube